# Crisicoccus pilosus
Crisicoccus pilosus är en insektsart som beskrevs av Ezzat och Mcconnell 1956. Crisicoccus pilosus ingår i släktet Crisicoccus och familjen ullsköldlöss. Inga underarter finns listade i Catalogue of Life.